# Михайлів (струмок)
Михайлів — струмок  в Україні, у  Верховинському районі Івано-Франківської області, правий доплив Пробійни (басейн Дунаю).

## Опис
Довжина струмка приблизно  5 км. Формується з багатьох безіменних струмків. 

## Розташування
Бере  початок на північному сході від гори Похрептини. Тече переважно на північний схід і на заході від села Пробійнівки впадає і річку Пробійну, ліву притоку Білого Черемошу.